# Oligomyrmex politus
Oligomyrmex politus är en myrart som först beskrevs av Santschi 1914.  Oligomyrmex politus ingår i släktet Oligomyrmex och familjen myror.

## Underarter
Arten delas in i följande underarter:
- O. p. nicotianae
- O. p. politus